# USS Donald Cook (DDG-75)
El USS Donald Cook (DDG-75) es un destructor de clase Arleigh Burke con capacidad para lanzar misiles guiados, perteneciente a la Armada de los Estados Unidos. 
Recibe su nombre en memoria del coronel Donald Cook, prisionero de guerra durante la guerra de Vietnam que murió durante su cautiverio.

## Historial operativo

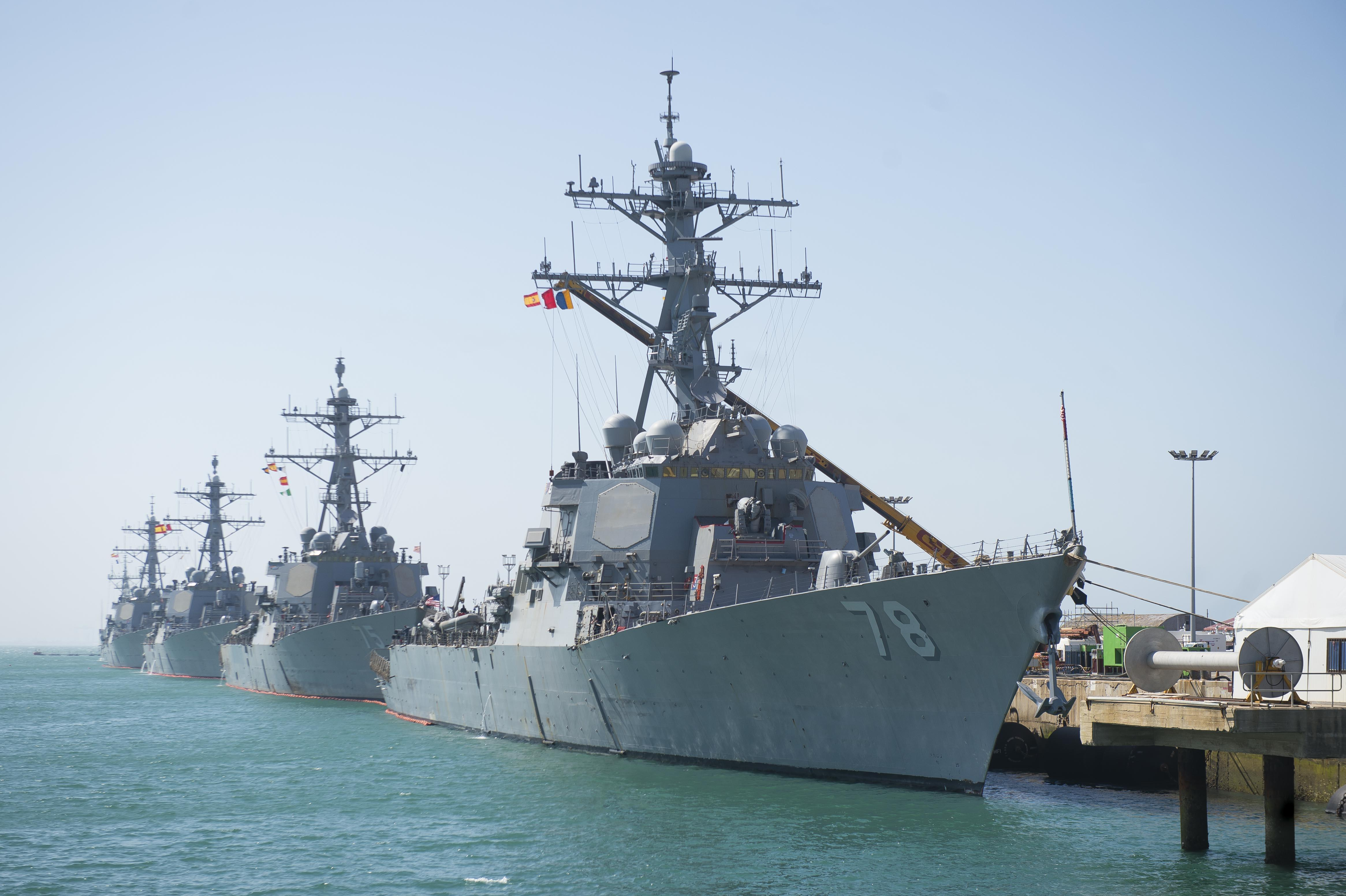
Los destructores de misiles guiados clase Arleigh Burke, USS Donald Cook, y en la Base Naval de Rota (España), año 2017.

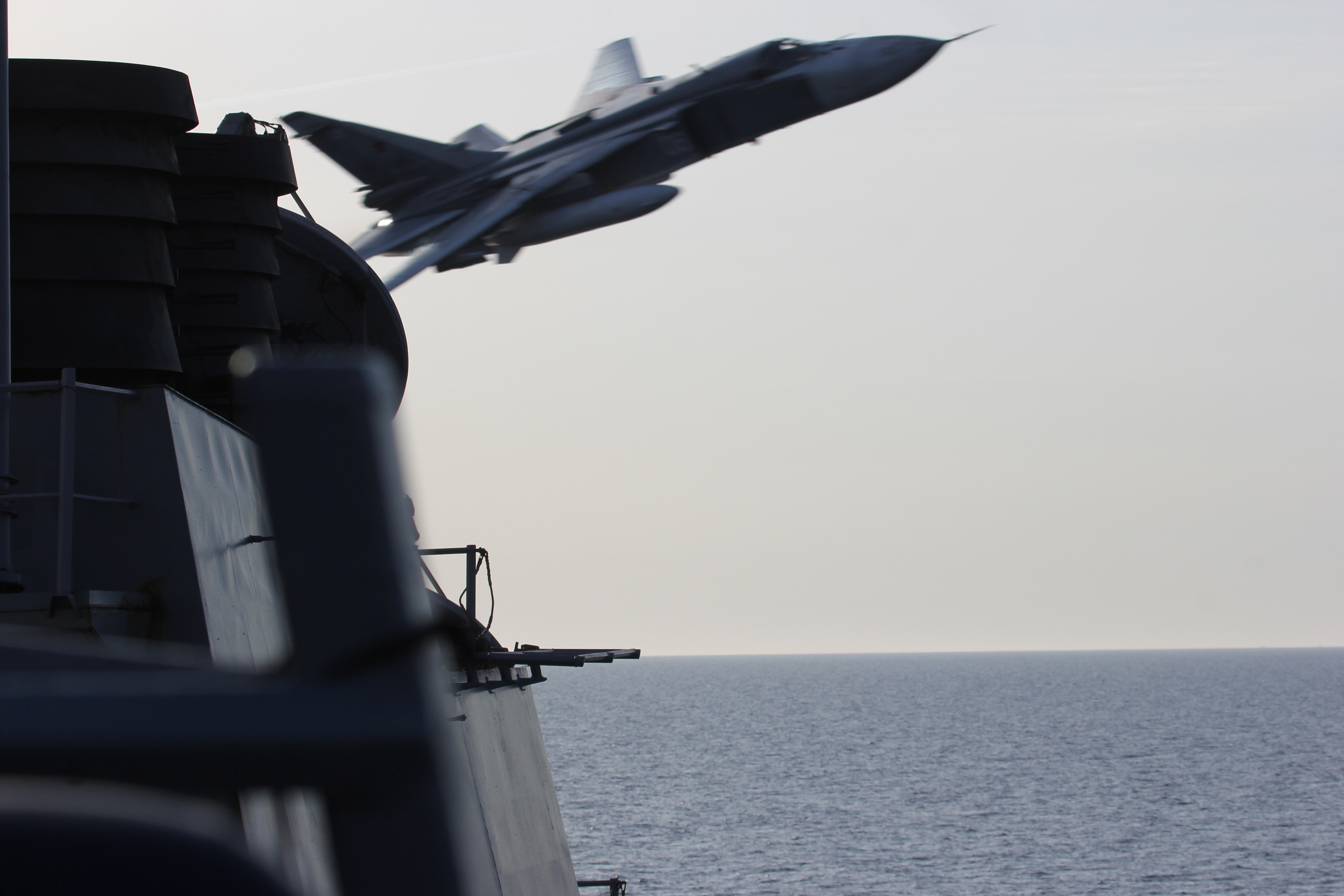
Un caza ruso Su-24 sobrevuela a baja cota al USS Donald Cook (DDG-75), año 2016.

El destructor entró en servicio en 1998. Fue el primer buque en llegar en apoyo del  USS Cole tras el atentado suicida contra el mismo el 12 de octubre de 2000. En 2003 disparó misiles Tomahawk durante la  guerra de Irak de 2003.
El Donald Cook apareció en el episodio "Building a Destroyer" de la sexta temporada de  Mega construcciones.
El 16 de febrero de 2012 el secretario de la Armada de los Estados Unidos, Ray Mabus anunció que el  Donald Cook sería uno de los cuatro buques que tendrían como puerto base Rota, desplegado dentro del escudo antimisiles para Europa de la OTAN.
El 24 de febrero de 2012, El Donald Cook fue condecorado con la medalla de eficiencia en combate "E"  de 2011.
El 12 de noviembre de 2009, la agencia de defensa antimisiles anunció que el Donald Cook sería modernizado en el 2012 con misiles RIM-161 Standard Missile 3 (SM-3) con capacidad de operar como parte del sistema Aegis de defensa contra misiles balísticos.
El 31 de enero de 2014 zarpó desde la base naval de Norfolk con rumbo a su nueva base en Rota, a donde arribó el 11 de febrero de 2014
Ante la crisis de Crimea, fue desplegado en el mar Negro. El 12 de abril de 2014, el USS Donald Cook fue sobrevolado en 12 ocasiones a baja cota por una aeronave rusa Su-24. Según fuentes oficiales de la Armada de los Estados Unidos, la tripulación a bordo del Donald Cook preguntó reiteradamente por radio al piloto de la aeronave rusa a cerca de sus intenciones, a la vez que realizaban advertencias para que mantuvieran una distancia segura, sin obtener respuesta por parte del piloto ruso.
Los días 11 y 12 de abril de 2016, un par de Su-24 rusos realizaron varias pasadas a baja altitud sobre el Donald Cook mientras el barco realizaba ejercicios con un helicóptero polaco en aguas internacionales en el Mar Báltico, a 70 millas náuticas (130 km; 81 millas) de distancia de Kaliningrado.

### Otras lecturas
- Sanders, Michael S. (1999). The Yard: Building a Destroyer at the Bath Iron Works (en inglés). Nueva York: HarperCollins. ISBN 0-06-019246-1. (Describe la construcción del Cook en los astilleros Bath Iron Works.)